# Marc de Vries
Marinus Jacobus (Marc) de Vries (Haarlem, 20 mei 1958) is een Nederlandse natuurkundige en filosoof. Namens de SGP zit hij sinds december 2023 in de Eerste Kamer.
De Vries studeerde natuurkunde aan de Vrije Universiteit en studeerde in 1982 af op het onderwerp: oplossen van problemen in natuurkunde-onderwijs.
In 1988 promoveerde hij aan de Technische Universiteit Eindhoven op een proefschrift met als onderwerp: techniek in natuurkunde-onderwijs.

## Levensloop
Hij was leraar natuurkunde op een school voor voortgezet onderwijs in Papendrecht (1982-1983). Van 1983-1984 was hij leraar in natuurkunde, wiskunde en didactiek aan het leraren-opleidingsinstituut Pedagogisch Technische Hogeschool (PTH) in Eindhoven.
Vervolgens was hij van 1984-1988 als onderzoeker natuurkunde- en techniekonderwijs verbonden aan de Technische Universiteit Eindhoven. In 1988 was hij gastonderzoeker aan de Virginia Polytechnic Institute and State University, Technology Education Programme.
Van 1988-1991 was hij hoofd van de Technology Education-afdeling (lerarenopleidingsprogramma) aan de Pedagogisch Technische Hogeschool in Eindhoven.
In 1990 begon hij als assistent-professor in filosofie en methodologie van de techniek (nu: filosofie en ethiek van de techniek) aan de Technische Universiteit Eindhoven (leerstoel van prof.dr.ir. Anthonie Meijers). De Vries is heden bijzonder hoogleraar reformatorische wijsbegeerte aan de Technische Universiteit Delft als opvolger van professor Egbert Schuurman vanuit de Stichting voor Christelijke Filosofie.
In januari 2019 stemde hij in met de Nashvilleverklaring. Dit leidde ertoe dat actiegroep TU Delft Feminists zijn ontslag eiste. De Vries bood in februari uitvoerig zijn excuses hiervoor aan en maakte daarbij duidelijk dat hij de verklaring niet had ondertekend, maar er wel mee had ingestemd "in de context van een discussie die onder christenen gaande is, binnen de kerk".
In 2023 was hij derde kandidaat op de SGP-kandidatenlijst voor de Eerste Kamer. Op 12 december werd hij beëdigd als Eerste Kamerlid voor de SGP, nadat Diederik van Dijk lid werd van de Tweede Kamer. 

## Artikelen (selectie)
Vries, M.J. de (2005). Analyzing the complexity of nanotechnology. Techné: Research in Philosophy and Technology, 8-3, 62-75
Vries, M.J. de (2005). The nature of technological knowledge: philosophical reflections and educational consequences. International Journal of Technology and Design Education, 15, 149-154
Vries, M.J. de (2004). Nieuwe Delftse bijdragen aan een reformatorische techniekfilosofie. Beweging, 68-1, 24-27
Broens, C.J.A.M., Vries, M.J. de (2003). Classifying technological knowledge for presentation to mechanical engineering designers. Design Studies, 24, 457-471
Vries, M.J. de (2003). De aard van technische kennis: algemene onderzoeksvragen en de gevalstudie 'LOCOS'. Filosofie, 12-6, 37-39
Vries, M.J. de (2003). Design matters, and so does philosophy of design. Journal of Design & Technology Education, 8-3, 150-153
Vries, M.J. de (2003). Filosofische reflecties op de aard van technische kennis. Kort verslag van een internationale conferentie. Filosofie, 13-4, 41-43
Vries, M.J. de (2003). Toward an empirically informed epistemology of technology. Techné: Research in Philosophy and Technology, 6-3, 1-21

## Boeken
Vries, M.J. de (2013), Technologie, overal om je heen. Moderne ontwikkelingen in christelijk perspectief. Heerenveen: Groen
Vries, M.J. de (2011), God vinden. In gesprek met zoekers. Heerenveen: Groen
- Bibsys: 90559118
- Bibliothèque nationale de France: cb124715544 (data)
- CiNii: DA06164248
- Gemeinsame Normdatei: 1037984285
- International Standard Name Identifier: 0000 0000 4014 7593
- Library of Congress Control Number: no2008111504
- Nationale Bibliotheek van Tsjechië: mub2012677750
- Nationale Bibliotheek van Israël: 987007392182605171
- Nederlandse Thesaurus van Auteursnamen: 072454830
- Parlement.com: vm609ewh1ut0
- Réseau des bibliothèques de Suisse occidentale: 02-A024729815
- LIBRIS: 402803
- Système universitaire de documentation: 033905800
- Virtual International Authority File: 225454016
- WorldCat: E39PBJrcmD9wJQrYgKkQ7TPPcP

Peter Schalk · Marc de Vries